# Sainte-Lunaise
Sainte-Lunaise – miejscowość i dawna gmina we Francji, w Regionie Centralnym, w departamencie Cher. W 2013 roku populacja ówczesnej gminy wynosiła 21 mieszkańców.
Dnia 1 stycznia 2019 roku połączono dwie wcześniejsze gminy: Corquoy oraz Sainte-Lunaise. Siedzibą gminy została miejscowość Corquoy, a nowa gmina przyjęła jej nazwę.